# Nacera Boukamoum
Nacera Bukamoum (sinh ngày 9 tháng 5 năm 1971 ) là một vận động viên trượt tuyết núi cao người Algérie. Cô đã tham dự Thế vận hội mùa đông năm 1992 ở cả hai giải Super Slalom dành cho nữ. Cô là người cầm cờ cho Algérie trong Lễ khai mạc.